# Voorzetlens

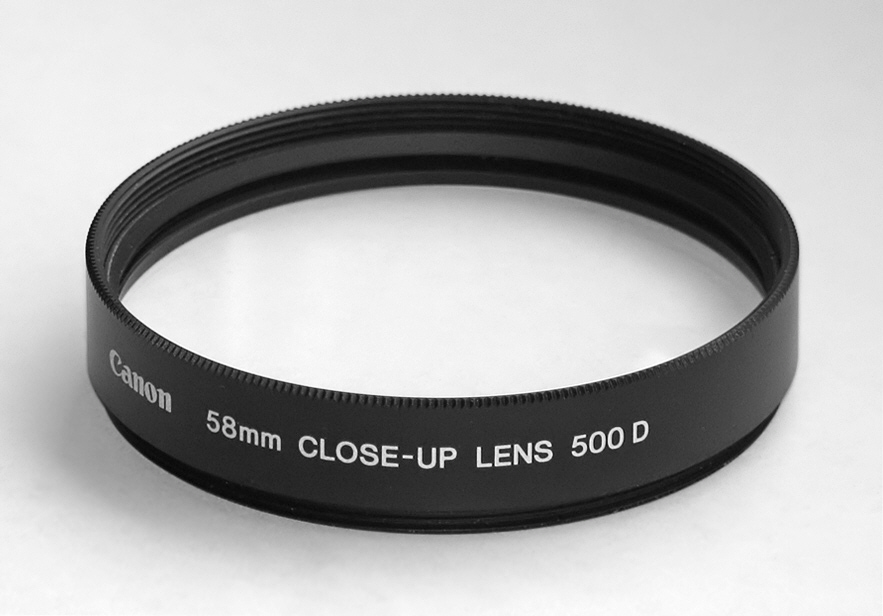
Een voorzetlens van 2 dpt

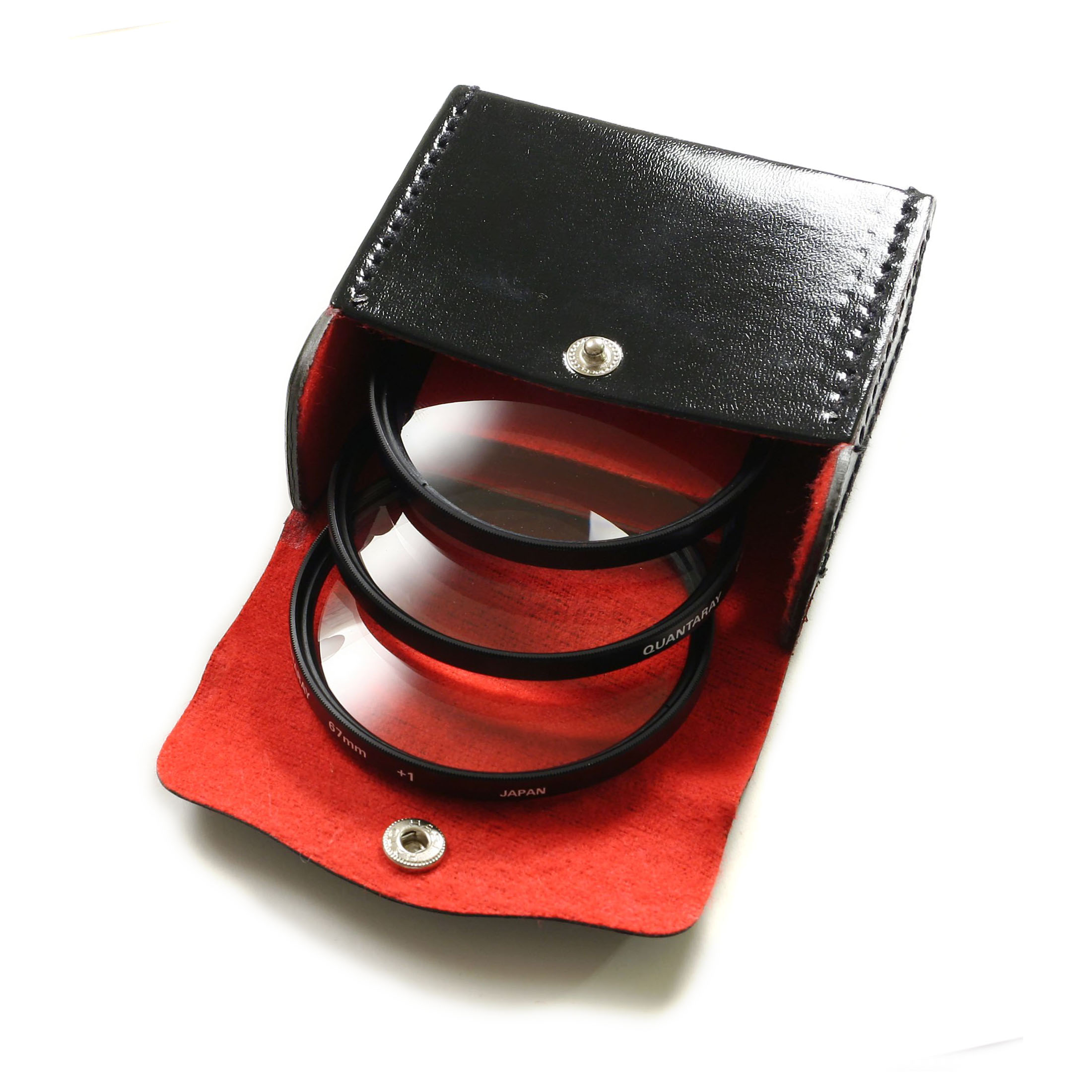
Setje van drie voorzetlenzen

Onder een voorzetlens wordt in de fotografie verstaan een lens die voor het objectief wordt geplaatst om de brandpuntsafstand van het geheel – en daarmee het scherpstelbereik – aan te passen. De voorzetlens wordt gewoonlijk in de filterschoefdraad bevestigd.
De werking kan het beste worden uitgelegd aan de hand van een leesbril. Wie met zijn standaardobjectief een macrofoto wil maken, vindt eigenlijk dat zijn objectief niet ver genoeg kan „accommoderen” (scherpstellen); het is dus als het ware „oudziend”. Hij zet er dus een positieve lens voor. Deze verkort de effectieve brandpuntsafstand van het objectief. (Een toepasselijke illustratie is de foto rechtsboven bij het artikel Multifocaal brillenglas; deze foto is gemaakt met een gewone camera, en een losse leesbil („lookover”) van 3 dpt ervoor bij wijze van voorzetlens.)
Nadelen:
- Voorzetlenzen beïnvloeden het optische systeem van het objectief, maar zijn er gewoonlijk niet speciaal op afgestemd.
- Doordat voorzetlenzen in de filterschroefdraad worden geplaatst, zijn ze afhankelijk van het gebruikte objectief.
- Voorzetlenzen hebben veelal chromatische aberratie.

Er zijn voorzetlenzen met verschillende vergrotingsfactoren verkrijgbaar. Zij kunnen ook worden gecombineerd. Echter bij gebruik van meer dan twee lenzen tegelijk gaat de beeldkwaliteit achteruit door reflectieverlies; ook riskeert men dat de beeldhoek wordt begrensd, hetgeen tot vignettering kan leiden..